# Vouzailles
Vouzailles – miejscowość i gmina we Francji, w regionie Nowa Akwitania, w departamencie Vienne.
Według danych na rok 1990 gminę zamieszkiwało 435 osób, a gęstość zaludnienia wynosiła 28 osób/km² (wśród 1467 gmin regionu Poitou-Charentes Vouzailles plasuje się na 600. miejscu pod względem liczby ludności, natomiast pod względem powierzchni na miejscu 557.).